# Els llibres de Prospero
Els llibres de Prospero (títol original: Prospero's Books) és una pel·lícula franco-holandeso-britànica dirigida per Peter Greenaway, estrenada el 1991. Ha estat doblada al català. El rodatge s'ha desenvolupat a Anglaterra, a Itàlia i als Països Baixos.

## Argument
Exiliat en una illa durant anys, Prospero ha aconseguit, gràcies als seus llibres, fer-ne un petit regne modèlic. La seva rancúnia roman respecte als enemics que han usurpat el seu ducat. Ajudat del seu servidor Ariel i d'un llibre màgic, crea una tempesta que li porta els seus enemics. Elabora un guió que anomena « La tempesta ». Hi explica la seva història, el seu passat, manipula els vius, inventa el seu futur. Espantat amb els seus poders, renuncia a la seva potència, destrueix els seus llibres.

## Repartiment
- John Gielgud: Prospero
- Michael Clark: Caliban
- Michel Blanc: Alonso
- Erland Josephson: Gonzalo
- Isabelle Pasco: Miranda
- Tom Bell: Antonio
- Kenneth Cranham: Sebastian
- Mark Rylance: Ferdinand
- Gerard Thoolen: Adrian
- Pierre Bokma: Francisco
- Jim van der Woude: Trinculo
- Michiel Romeyn: Stephano
- Orpheo: Ariel
- Paul Russell: Ariel
- James Thierrée: Ariel
- Marie Angel: Iris
- Ute Lemper: Ceres
- Deborah Conway: Juno

## Banda original
1. Full Fathom Five
2. Prospero's Curse
3. While You Here Do Snoring Lie
4. Prospero's Magic
5. Miranda
6. Twelve Years Since
7. Come Unto These Yellow Sands
8. History of Sycorax
9. Come and Go
10. Cornfield
11. Where the Bee Sucks
12. Caliban's Pit
13. Reconciliation
14. The Masque

## Premis i nominacions

### Premis
- Millor film, en el Festival del cinema dels Països Baixos l'any 1991.
- Premi del Cercle dels critiques de cinema de Londres al millor director l'any 1992.
- Premi del públic, en el Festival internacional de cinema de Varsovia el 1992.

### Nominacions
- Lleó d'or de Sant-Marc, en la Mostra de Venècia el 1991.
- Millors efectes visuals per Frans Wamelink, Eve Ramboz i Masao Yamaguchi, en els BAFTA Awards l'any 1992.
- Millor film, en el festival Fantasporto l'any 1992.